# Psammitis
Genre
Psammitis est un genre d'araignées aranéomorphes de la famille des Thomisidae.

## Distribution
Les espèces de ce genre se rencontrent en Europe, en Asie et en Amérique du Nord.

## Liste des espèces
Selon World Spider Catalog (version 25.0, 17/05/2024) :
- Psammitis abramovi (Marusik & Logunov, 1995)
- Psammitis abuliensis Seropian & Mumladze, 2024
- Psammitis albida (Grese, 1909)
- Psammitis alpinistus (Ono, 1978)
- Psammitis atevs (Ovtsharenko, 1979)
- Psammitis bonneti (Denis, 1938)
- Psammitis courti (Marusik & Omelko, 2014)
- Psammitis daisetsuzana (Ono, 1988)
- Psammitis deichmanni (Sørensen, 1898)
- Psammitis demirsoyi (Demir, Topçu & Türkes, 2006)
- Psammitis gobiensis (Marusik & Logunov, 2002)
- Psammitis khamenkovae Marusik, 2024
- Psammitis labradorensis (Keyserling, 1887)
- Psammitis laticeps (Bryant, 1933)
- Psammitis lindbergi (Roewer, 1962)
- Psammitis marmorata (Thorell, 1875)
- Psammitis minor (Charitonov, 1946)
- Psammitis mugur (Marusik, 1990)
- Psammitis nenilini (Marusik, 1989)
- Psammitis nepalhimalaica (Ono, 1978)
- Psammitis nevadensis (Keyserling, 1880)
- Psammitis ninnii (Thorell, 1872)
- Psammitis novokhatskyii (Fomichev, 2015)
- Psammitis parallela (Simon, 1873)
- Psammitis potamon (Ono, 1978)
- Psammitis rugosa (Buckle & Redner, 1964)
- Psammitis sabulosa (Hahn, 1832)
- Psammitis secedens (L. Koch, 1876)
- Psammitis seserlig (Logunov & Marusik, 1994)
- Psammitis setiger (O. Pickard-Cambridge, 1885)
- Psammitis sibirica (Kulczyński, 1908)
- Psammitis simplicipalpata (Ono, 1978)
- Psammitis torsiva (Tang & Song, 1988)
- Psammitis tyshchenkoi (Marusik & Logunov, 1995)
- Psammitis wuae (Song & Zhu, 1995)
- Psammitis xysticiformis (Caporiacco, 1935)
- Psammitis zonshteini (Marusik, 1989)

## Systématique et taxinomie
Ce genre a été décrit par Menge en 1876. Il est placé en synonymie avec Xysticus par Ono en 1988. Il est relevé de synonymie par Breitling en 2019.

## Publication originale
- Menge, 1876 : « Preussische Spinnen. VIII. » Fortsetzung. Schriften der Naturforschenden Gesellschaft in Danzig, N. F., vol. 3, p. 423-454.